# Viševac
Viševac (en serbe cyrillique : Вишевац) est un village de Serbie situé dans la municipalité de Rača, district de Šumadija. Au recensement de 2011, il comptait 603 habitants.
Viševac est le village natal de Karađorđe Petrović, en français Karageorges, le chef du premier soulèvement serbe contre les Ottomans. La localité est traversée par la rivière Rača.

## Tourisme

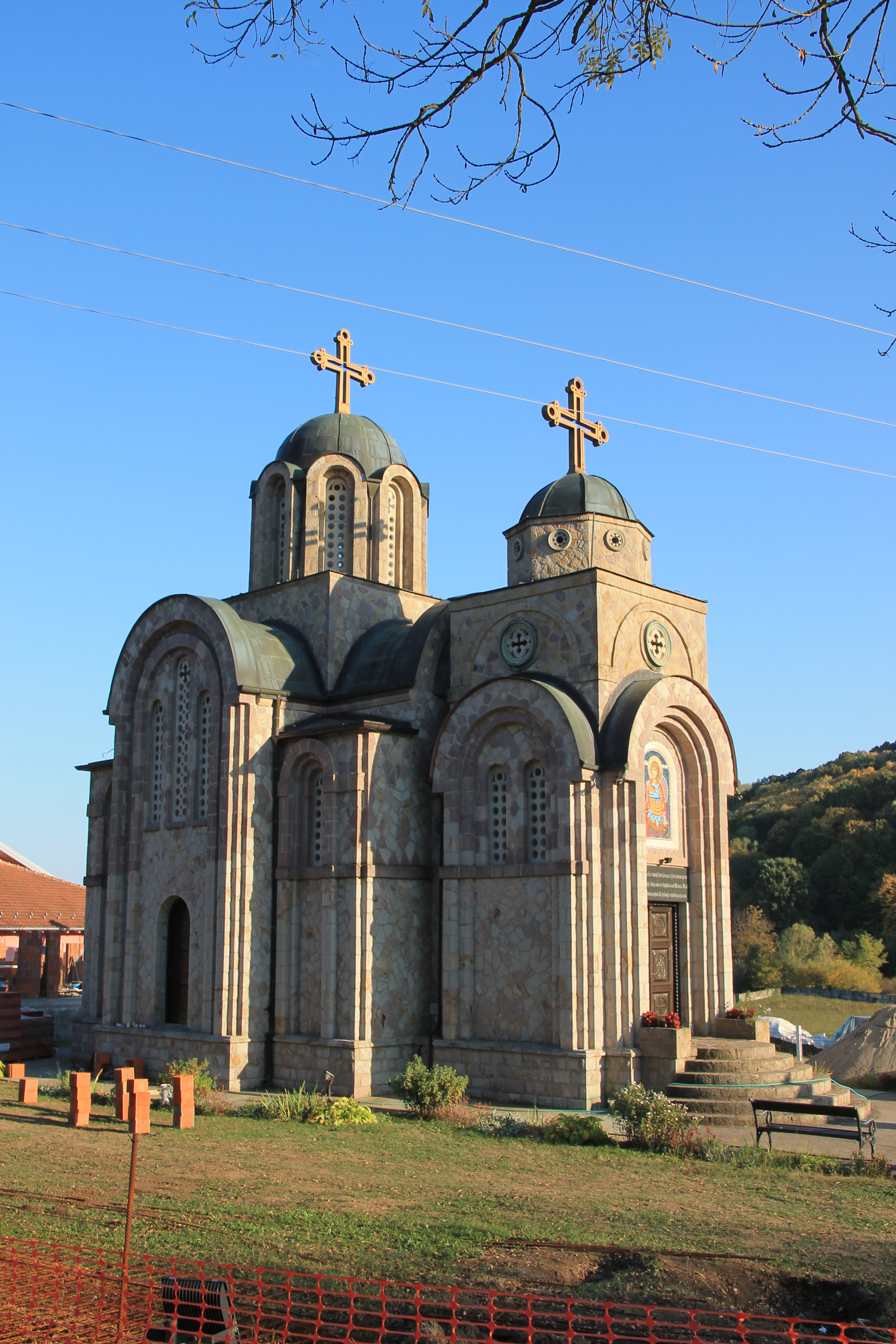
L'église Saint-Georges de Viševac.

## Démographie
| 1948  | 1953  | 1961  | 1971  | 1981  | 1991 | 2002 | 2011 |
| ----- | ----- | ----- | ----- | ----- | ---- | ---- | ---- |
| 1 298 | 1 361 | 1 270 | 1 126 | 1 002 | 850  | 700  | 603  |

|  |